# Augusto Faggioni
Augusto Faggioni (Carrara, 1849 - Ibidem, 1914), fue un escultor y empresario italiano, famoso por sus obras en mármol en el Cementerio General de Guayaquil, Ecuador. 
También fue un importante propietario, concesionario y comercializador de canteras de mármol en Carrara, Italia.

## Reseña biográfica
Augusto Faggioni nació en 1849 en el seno de una acomodada familia burguesa, en la ciudad italiana de Carrara (Toscana), en una zona célebre por las minas de mármol que fue utilizado por los grandes maestros del arte universal.  Sus padres fueron Giovanni Maria Faggioni y Teresa Vannucci.
Habiendo demostrado inclinaciones por la escultura desde su más temprana edad, fue matriculado en la Academia de Bellas Artes de Carrara  titulándose de Maestro.
El 25 de noviembre de 1871 se casó con su coterránea Angela Lattanzi (Alma), con quien tuvo 14 hijos, nacidos en Italia, Perú y Ecuador: Arturo, Emma, Umberto, Elvira, Leopoldo, Teresa (fallecida en la infancia), Augusto, Pietro, Cleotilde, María Rosa, Lucila, Arístides, Alfredo (fallecido en la infancia) y Cesare. A finales del siglo XIX, su hija, Elvira se casó con Amerigo (Américo) Ferri, Cónsul de Italia en Quito.
Alrededor de 1881 se trasladó a Lima y posteriormente a Guayaquil con su esposa e hijos, contratado por la Municipalidad de Guayaquil para la planificación y construcción del Cementerio General de Guayaquil, declarado “Cementerio Patrimonial” en 2003, convirtiéndose en uno de los lugares que atesoran fragmentos de la historia de la ciudad. El Cementerio Patrimonial no es solo un espacio donde los guayaquileños entierran a sus seres queridos, sino también un museo al aire libre, que atrapa a sus visitantes por las preciosas esculturas que lo adornan.
La familia Faggioni se estableció en un departamento bajo en la calle Mejía, y posteriormente en una casa de su propiedad ubicada en Escobedo 509, entre 9 de Octubre y Vélez.
Su trabajo artístico en el Ecuador fue muy notable y duró cerca de 40 años. Además de estar a cargo de todas las adecuaciones del camposanto, ejecutó varias e importantes obras artísticas en la ciudad. Se dedicó también a la importación y comercialización de mármol en Ecuador, Perú y Chile, manteniendo sus negocios y canteras en la zona de los Alpes Apuanos en Italia.
En 1914 regresó a Carrara. Su vuelta a Italia coincidió con una afección al hígado que le venía causando numerosas e incesantes molestias, pero aunque consultó con los mejores médicos de la región, siendo su mal posiblemente de origen amebiano, no supieron tratarlo y falleció pocos meses después, en su ciudad natal.

## Obras
- Entrada principal del Cementerio General de Guayaquil

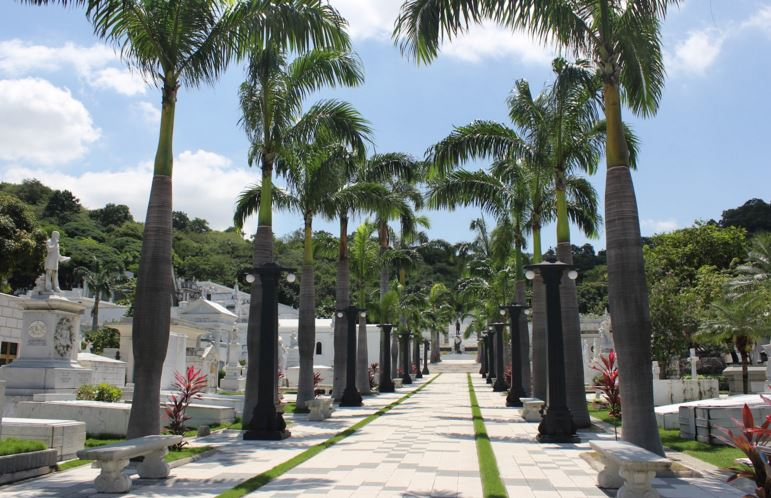
CEMENTERIO GENERAL DE GUAYAQUIL

En 1882 fue contratado por la Municipalidad de Guayaquil para diseñar la entrada principal del Cementerio General de la ciudad.  Presentó los planos del sector de la Puerta Tres, que fueron aprobados y dieron vida a ese lugar, con un piso ajedrezado que no es casual, pues la historia revela que los colores negros y blancos simbolizan la vida y la muerte, la acción y el reposo. Faggioni hizo plantar las dos filas de palmeras, cuyas semillas había sido traídas de las islas Canarias en las costas del noroeste del África por Jaime Puig Mir para el Ingenio San Pablo cerca de Babahoyo; después delineó las dos filas de Mausoleos, reservando el espacio final a la tumba de Vicente Rocafuerte. El tema predominante, no solo es el recuerdo sino también la expresión de la esperanza de una vida nueva, tal como se lee en el frontón de la puerta.
- Monumento a Antonio José de Sucre

El Comité Pro Monumento al General Sucre, conformado por Pedro Carbo, Luis Vernaza, Alfredo Baquerizo Moreno, Emilio Clemente Huerta, entre otros, encargó a Augusto Faggioni la construcción de un monumento con el propósito de celebrar la memoria del Mariscal Antonio José de Sucre.  Esta obra, que fue inaugurada el 8 de octubre de 1911, se levanta sobre un pedestal cuya base inferior es de mármol y la segunda de granito. El monumento estuvo el siglo pasado en un parque ubicado entre el Palacio Municipal y la Gobernación del Guayas, donde ahora se levanta el monumento a la Fragua de Vulcano; en la actualidad está ubicado en la Plaza de la Administración, calles Clemente Ballén y Pichincha.
- Monumento a Pedro Carbo

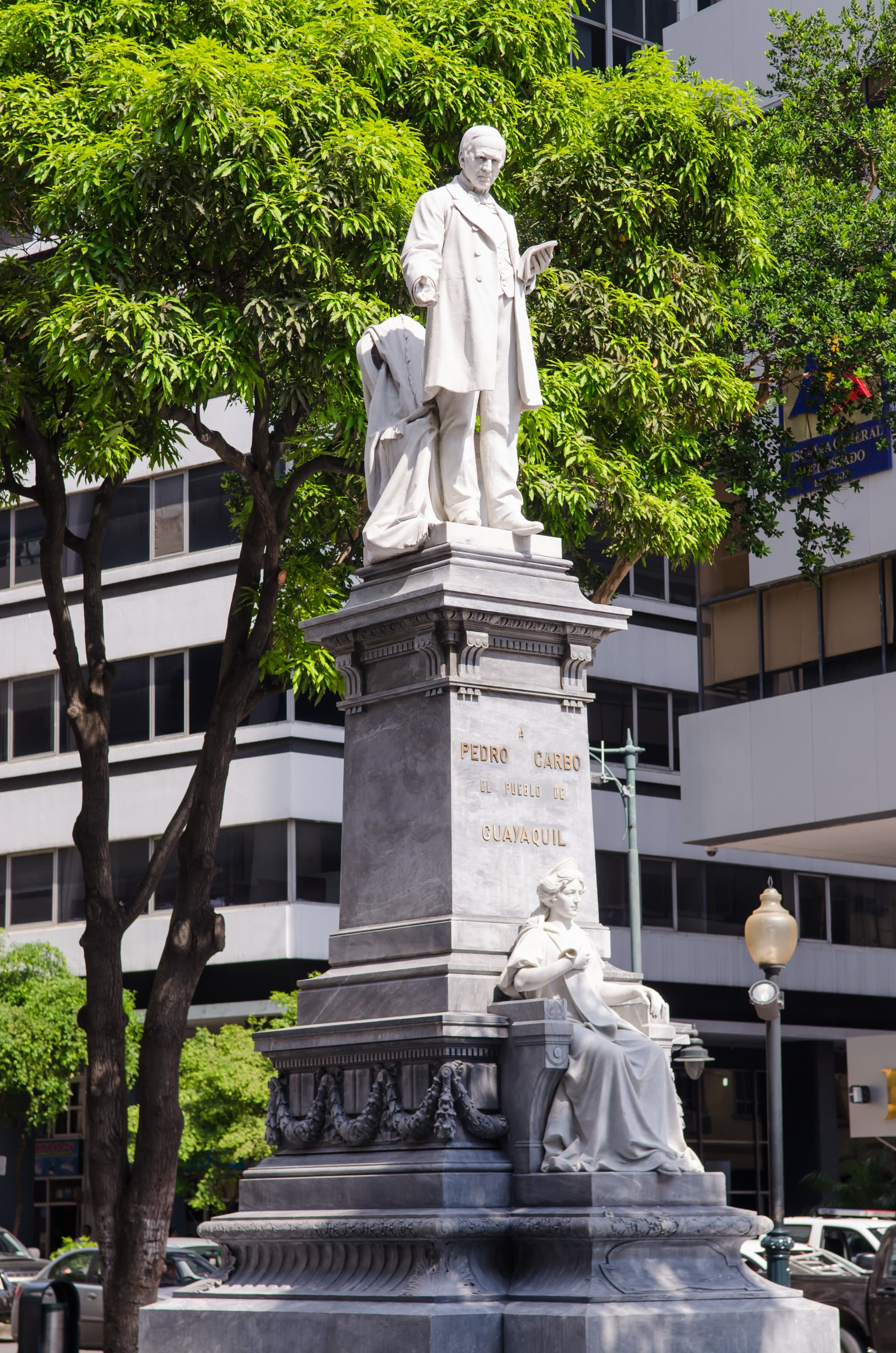
MONUMENTO A PEDRO CARBO

En 1905 le contrató el Cabildo Porteño para esculpir la estatua de Pedro Carbo en mármol blanco. El monumento, que tuvo un precio de 12 000 sucres, está elevado sobre una columna pedestal en cuyo frente se encuentra una mujer sentada en una banqueta que representa la alegoría de la República. La obra fue inaugurada el 9 de octubre de 1909 y está ubicada en las calles Víctor Manuel Rendón, entre Pedro Carbo y Av. General Córdova, frente a la Iglesia de La Merced.
- Tumba de Tomas Gastelu

Corresponde a una de las más hermosas tallas en mármol de Carrara del cementerio. La delicadeza de la expresión de las flores y lo armónico del diseño, constituyen una obra de arte de gran valor estético.
- Tumba de José María Aspiazu

En la parte superior se observa la imagen de una cruz cubierta con un lienzo o sudario. La talla de las coronas del pedestal es de gran factura artística.
- Tumba de Pedro Aspiazu

Es una magnífica talla en la que se observa el busto de Pedro Aspiazu y de dos imágenes: la de la derecha, muestra los resultados de una vida dedicada al esfuerzo y un pequeño ángel.
- Tumba familiar de Lautaro Aspiazu

En la parte superior se observa una copa con un velo que la cubre, símbolo de la vida que termina. En el pedestal, un ángel señala con su mano el camino hacia lo alto.
- Tumba familiar de Efrén Aspiazu

Construida en 1900, tallada en mármol de Carrara. La tumba representa a dos niños: la primera figura es de un ángel que sostiene con la mano derecha el ancla, como símbolo de que el barco de la vida se paró, y con la izquierda, se apoya en la cruz de mármol. La segunda imagen es la de un infante dormido, como recuerdo del hijo que acababa de morir. La maestría del artista supo interpretar el dolor de sus padres y la muerte como epílogo de la vida. La talla de las flores marchitas, así como la delicada cobija donde duerme el menor son un testimonio de la altísima calidad estética de Augusto Faggioni.
- Tumba de Pedro Carbo Noboa

La tumba está construida en mampostería revestida de mármol de Carrara, presenta una cripta mortuoria sobre la cual se levanta un pedestal en el que se aprecian dos libros, símbolo de una fecunda labor intelectual. En la parte superior del pedestal se yergue una columna de mármol rematada por el busto de Pedro Carbo.
- Mausoleo de Juan Bautista Bonín

Esta obra fue construida en la década de 1890 en mármol de Carrara. En su momento fue interpretada de la siguiente manera: “La inteligencia espiritual con los ojos hacia lo alto guía al alma ciega envuelta en la materia después de la muerte. Ella porta la imagen de la copa eucarística, una vez que el ancla del navío de la vida paró.”